# Benoît Alhoste
 (mars 2017).
Si vous disposez d'ouvrages ou d'articles de référence ou si vous connaissez des sites web de qualité traitant du thème abordé ici, merci de compléter l'article en donnant les références utiles à sa vérifiabilité et en les liant à la section « Notes et références ».
Benoît Alhoste est un peintre français et plus particulièrement bressan, du XVIIe siècle. Probablement né à Marsonnas vers 1620, il décède à Bourg-en-Bresse en 1677. Son père, Jean Alhoste, est également peintre et est probablement son premier maître. Benoît Alhoste apparaît pour la première fois en 1641 (date du remariage de son père). On lui connaît une vingtaine d'oeuvres, toutes à sujet religieux, peintes entre 1655 et 1662. Il est également actif comme portraitiste : le graveur Thurneyssen a gravé d'après lui un portrait de Jean Garon de Chatenay, et il a fourni les illustrations pour une Histoire généalogique de la glorieuse maison de Savoie.

## Œuvres
- La Sainte Famille, 1655
- Louis XIV et Anne d'Autriche consacrant la France à la Vierge, Montmerle-sur-Saône, église paroissiale
- Triptyque Coligny, 1657, Verjon, église Saint-Hippolyte
- La Visitation, 1662, Bourg-en-Bresse, cathédrale Notre-Dame.
- L'Assomption, 1667, Bourg-en-Bresse, cathédrale Notre-Dame.

Le musée de Brou à Bourg-en-Bresse, possède quatre tableaux de lui, provenant du couvent de la Visitation de Bourg.